# Enhet 8604
Enhet 8604 eller Nami-enheten var en militär enhet inom den Kejserliga japanska armén. Det var en del av Departementet för Epidemisk Prevention och Vattenrening och låg under Japans Armé i Södra Kina. Enheten var stationerad i Guangzhou mellan 1939 och 1945. 
Enhet 8604 ägnade sig åt att utveckla biologiska vapen genom olagliga och dödliga mänskliga experiment. Enheten var inhyst på Sun Yat-sen-universitet för medicinsk vetenskap. Dess verksamhet är mindre känt. Shigeru Maruyama vittnade om att han hade sett fångar utsättas för experimentella operationer dagligen på enheten, och att en av dess experiment hade varit att observera effekten av att svälta ihjäl människor. 